# مخطوطة حلب

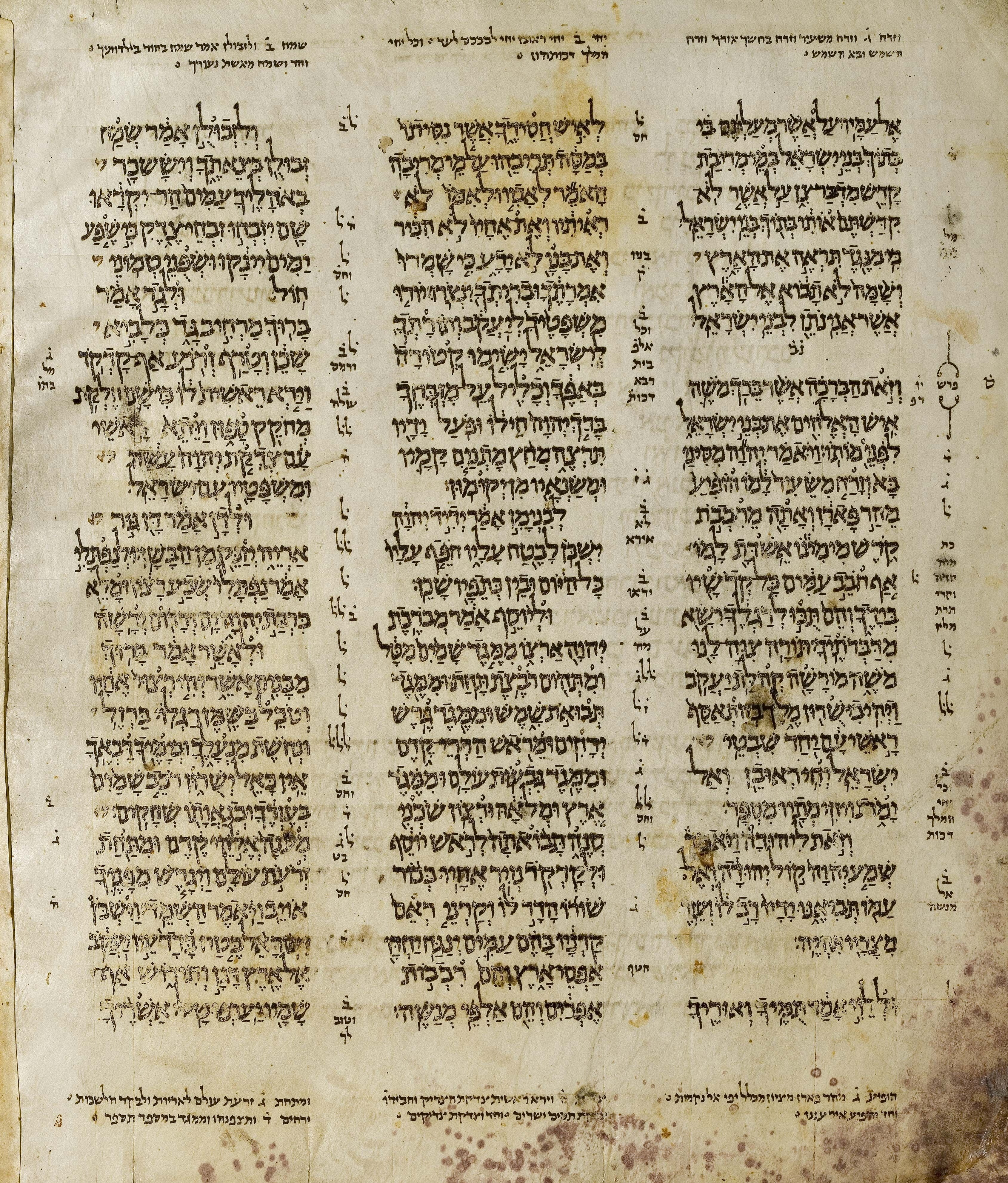
مخطوطة حلب

مخطوطة حلب (بالعبرية: כֶּתֶר אֲרָם צוֹבָא) وهي أفضل نص موجود للتناخ. وتؤرخ المخطوطة إلى القرن التاسع أو أوائل القرن العاشر الميلادي. لكن أجزاء كبيرة منها فُقدت مخلِّفة وراءها أقلَّ من ثلثي المخطوطة. ولكونها مخطوطة أو كرَّاس وليست لفيفة، نجد أنَّ الصفحات مكتوبة على الوجهين، وعندما تُفقد ورقة واحدة فإنَّ هذا يوازي خسارة صفحتين من النص. وقد فحص الدكتور اومبيرتو كاسوتو ((Umberto Cassuto، وهو باحث توراتي مشهور، المخطوطة في كنيس في مدينة حلب السورية، ورأى أنها كانت كاملة. لكن المدهش أنه بعد الحرب العربية الإسرائيلية (1947-1948)، وُجدت المخطوطة وقد أصابها التلف؛ فالتوراة اختفت (التكوين، الخروج، اللاَّويين، العدد، التثنية )، بالإضافة إلى عدد كبير من الأوراق في متن المخطوطة، في عدة أسفار في نهاية أسفار الكتابات .